# Laelys Alavez
Laelys Alavez (1º febbraio 2007) è una nuotatrice artistica francese.

## Palmarès
- Giochi europei

Cracovia 2023: bronzo nella gara a squadre programma tecnico

### Coppa del Mondo
- 5 podi:
  - 1 secondo posto (1 nella gara a squadre)
  - 4 terzi posti (3 nella gara a squadre e 1 nel duo)